# Медицинская школа Манчестерского университета
Медицинская школа Манчестерского университета является одной из крупнейших в Соединенном Королевстве, в ней обучаются около 6000 студентов, 3000 аспирантов и 2000 сотрудников.  Это третья старейшая медицинская школа в Англии и крупнейшая медицинская школа в Великобритании.  Школа является членом Манчестерского академического научного центра здравоохранения и курирует четыре учебных больницы: в Манчестерской королевской лечебнице, больнице Витеншо, Королевской больнице Салфорда и королевской больнице Престон .

## История медицинской школы
Преподавание медицины в Манчестере началось, когда Чарльз Уайт в 1752 году основал первую современную больницу в районе Манчестера, Манчестерский лазарет (позже - Манчестерская королевская лечебница ). Затем Джозеф Джордан открыл Анатомическую школу в 1814 году. За следующие 60 лет в Манчестере существовало несколько частных медицинской школ: самой успешной была медицинская школа на Пайн-стрит, недалеко к югу от лазарета. В 1873 году открылся медицинский факультет (в колледже Оуэнс ), а с 1883 года Университет Виктории начал присуждать медицинские степени .
В 1899 в школу разрешили принимать женщин после долгих и острых споров о том, могут ли женщины быть студентами колледжа в принципе.  Кэтрин Чисхолм, первая студентка-медик, получившая образование, после окончания учебы работала педиатром.  Успех школы означал, что здание нужно было расширять в два раза, в 1883 и 1894 годах. С 1903/04 года дипломы вручались Манчестерским Университетом Виктории.
Значительное пространство было отведено под библиотеку Манчестерского медицинского общества (основано в 1834 г.), которая оставалась в распоряжении общества, фактически находясь в университете. В 1930 г. библиотека стала частью университетской библиотеки и оставалась в здании до 1981 года, когда она была перенесена в нынешнее здание Библиотеки Манчестерского университета (часть редких книг перешла в библиотеку Джона Райландса ).  
Время от времени в структуру Медицинской школы добавлялись дополнительные кафедры в следующем порядке: сначала фармацевтика, затем стоматология и позже здравоохранение.  Стоматологическая больница была связана с кафедрой стоматологии.
До 1908 года Манчестерская королевская лечебница находилась на Пикадилли, в миле от школы, но в 1908 году она переехала на новое место на Оксфорд-роуд, намного ближе к медицинской школе, и эти два учреждения были связаны. Медицинская школа значительно расширилась в 1950-х годах, кульминацией чего стало открытие Стопфорд-билдинг в 1973 году, а также дополнительный прием студентов-медиков из Сент-Эндюсского университета (которые закончили доврачебные курсы в Сент-Эндрюсе ) и Международного медицинского университета для их клинических исследований.

## Медицинская школа сегодня
Первые два года доврачебное обучение проводится в Стопфорд-билдинг на Оксфорд-роуд, Манчестер. Клиническое обучение проходит в трех учебных «секторах» в Большом Манчестере и Ланкашире . Секторы обучения в Большом Манчестере: больницы Центрального Манчестерского университета NHS Foundation Trust (включая Манчестерскую королевскую лечебницу, Больницу Святой Марии и Королевскую детскую больницу Манчестера ); Королевский госпиталь Солфорд ; и Университетская больница Южного Манчестера . Больница Royal Preston в Ланкашире также является учебным сектором Манчестерской медицинской школы.

## Известные выпускники
- Джон Чарнли, хирург-ортопед, пионер замены тазобедренного сустава.
- Хилари Кричли, профессор репродуктивной медицины / почетный консультант по акушерству и гинекологии Эдинбургского университета .
- Дама Салли Дэвис, главный врач Англии, 2010–2019 гг.
- Профессор сэр Роберт Лехлер, иммунолог.
- Брайан Дэй, президент Канадской медицинской ассоциации 2007-2008 гг.
- Шеперд Доусон, психолог.
- Юлиус Дрешфельд, ведущий британский врач и патологоанатом в конце 19 века.
- Джон Хэгги, президент Канадской медицинской ассоциации 2011-2012 гг. Министр здравоохранения и общественных услуг Ньюфаундленда и Лабрадора с декабря 2015 года по настоящее время.
- Арчибальд Вивиан Хилл, удостоенный Нобелевской премии в 1922 году за открытие, касающееся производства тепла в мышцах.
- Ян Джейкобс, гинеколог и бывший вице-президент Манчестерского университета.
- Ральф Кон, британский ученый-медик и основатель фонда Кона. Он был посвящен в рыцари Нового года 2010 года за заслуги перед наукой, музыкой и благотворительностью.
- Сумант Мехта, индийский врач и социальный работник.
- Дэвид Меткалф, академический врач общей практики, профессор общей практики Манчестерского университета, президент Королевского колледжа врачей общей практики.
- Дэвид Нотт, общий и сосудистый хирург.
- Сэр Гарри Платт, первый баронет, хирург-ортопед.
- Сэр Джон Рэндалл, разработчик резонаторного магнетрона.
- Херчел Смит, исследователь из Манчестерского университета, в 1961 году разработал недорогой способ производства химических веществ, которые останавливают овуляцию у женщин во время месячного менструального цикла.
- Джон Стопфорд, барон Стопфорд из Фаллоуфилда, анатом; вице-канцлер.
- Сэр Джон Салстон, удостоенный Нобелевской премии в 2002 году за открытия, касающиеся «генетической регуляции развития органов и запрограммированной гибели клеток».
- Раймонд Таллис, геронтолог.
- Неста Уэллс, первая британская женщина-полицейский хирург.